# Same Script, Different Cast
Same Script, Different Cast är en R&B-duett framförd av Whitney Houston och Deborah Cox, skriven av Montell Jordan samt producerad av Houston. 
I sången gestaltar Whitney en före detta älskarinna till Coxs nuvarande pojkvän. Houston varnar henne för hans opålitlighet men Cox vägrar lyssna. Låtens intro samplar Ludwig van Beethovens "Für Elise" och släpptes som endast en radiosingel utan någon marknadsföring eller musikvideo. Trots detta klättrade den till en 14:e plats på USA:s R&B-lista. Singeln släpptes enskilt utan att tillhöra någon av Houstons eller Coxs musikalbum men finns med på bådas samlingsalbum Whitney: The Greatest Hits och Ultimate Deborah Cox.

## Format och innehållsförteckning
- Amerikansk promosingel;

1. "Same Script, Different Cast" (Jonathan Peters Radio Edit)
2. "Same Script, Different Cast" (Jonathan Peters Extended Club Mix)
3. "Same Script, Different Cast" (Jonathan Peters Dub)
4. "Same Script, Different Cast" (Thunderpuss Radio Edit)
5. "Same Script, Different Cast" (Thunderpuss Anthem Club Mix)
6. "Same Script, Different Cast" (Friburn & Urik Cover Your Ears Mix)
7. "Same Script, Different Cast" (Pumpin' Dolls Epic Club Mix)

## Listor
| Lista                                       | Topp position |
| ------------------------------------------- | ------------- |
| Amerikanska Billboard Hot 100               | 70            |
| Amerikanska Billboard Hot R&B/Hip-Hop Songs | 14            |
| Amerikanska Billboard Dance Club Play       | 4             |
| Kanadas Canadian Hot 100                    | 38            |